# Ivo Toman (režisér)
Ivo Toman (10. března 1924 Praha – 23. prosince 1994 Praha) byl český scenárista a filmový režisér, od roku 1977 manžel herečky Slávky Budínové.
Již během svých studii na Karlově univerzitě asistoval při tvorbě dokumentárních filmů, kde spolupracoval zejména s režisérem Bořivojem Zemanem. Od poloviny 50. let pak působil v oblasti hraného filmu. Jeho prvním hraným filmem se v roce 1955 stal válečný snímek Tanková brigáda pojednávající o osudech československých tankistů na východní frontě v době 2. světové války, o rok později natočil komedii z vojenského prostředí Váhavý střelec. Dalším hraným filmem se o sedm let později stal další válečný film Pevnost na Rýně.
Kromě válečných filmů nebo filmů s armádní tematikou natočil také několik kriminálních snímků.

## Filmografie – hraný film
- 1955 Tanková brigáda
- 1956 Váhavý střelec
- 1962 Pevnost na Rýně
- 1966 Slečny přijdou později
- 1972 Cesty mužů
- 1973 Výstřely v Mariánských Lázních
- 1974 Zbraně pro Prahu
- 1976 Smrt načerno
- 1976 Boty plné vody
- 1977 Ve znamení Tyrkysové hory
- 1978 Vražedné pochybnosti
- 1984 Vrak